# Lotus bleu d'Égypte
Nymphaea caerulea
Ne doit pas être confondu avec Lotus d'Égypte.
Pour les articles homonymes, voir Lotus bleu (homonymie).
Espèce
Statut de conservation UICN

 LC  : Préoccupation mineure
Synonymes
- Castalia scutifolia Salisb.[2]
- Nymphaea calliantha var. tenuis Conard[2]
- Nymphaea calliantha Conard[2]
- Nymphaea capensis var. alba K. C. Landon[2]
- Nymphaea capensis Thunb.[2]
- Nymphaea engleri Gilg[2]
- Nymphaea magnifica Gilg[2]
- Nymphaea mildbraedii Gilg.[1]
- Nymphaea mildbraedii Gilg[2]
- Nymphaea muschleriana Gilg[2]
- Nymphaea nelsonii Burtt Davy[1]
- Nymphaea nouchali var. caerulea (Savigny) Verdc. (préféré par BioLib)[2]
- Nymphaea spectabilis Gilg[1]
- Nymphaea vernayi Bremekamp & Oberm.[1]

Le Lotus bleu d’Égypte (Nymphaea caerulea) est une espèce de plantes à fleurs de la famille des Nymphaeaceae . C'est plante aquatique originaire de la moitié est de l'Afrique, ainsi que du sud de l'Arabie, mais a aussi été répandu à travers le monde comme plante ornementale. Il ne s'agit pas d'un véritable Lotus dont le genre est Nelumbo, qui lui fait partie de la famille des Nelumbonaceae. Cette plante est culturellement essentielle en Égypte antique. 

## Description
Nymphaea caerulea est une plante aquatique fixée dans la vase, possédant des feuilles flottantes et des fleurs émergées, brillamment colorées, dont les pétales bleu-violacé contrastent avec les étamines jaunes.

Lotus bleu d’Égypte
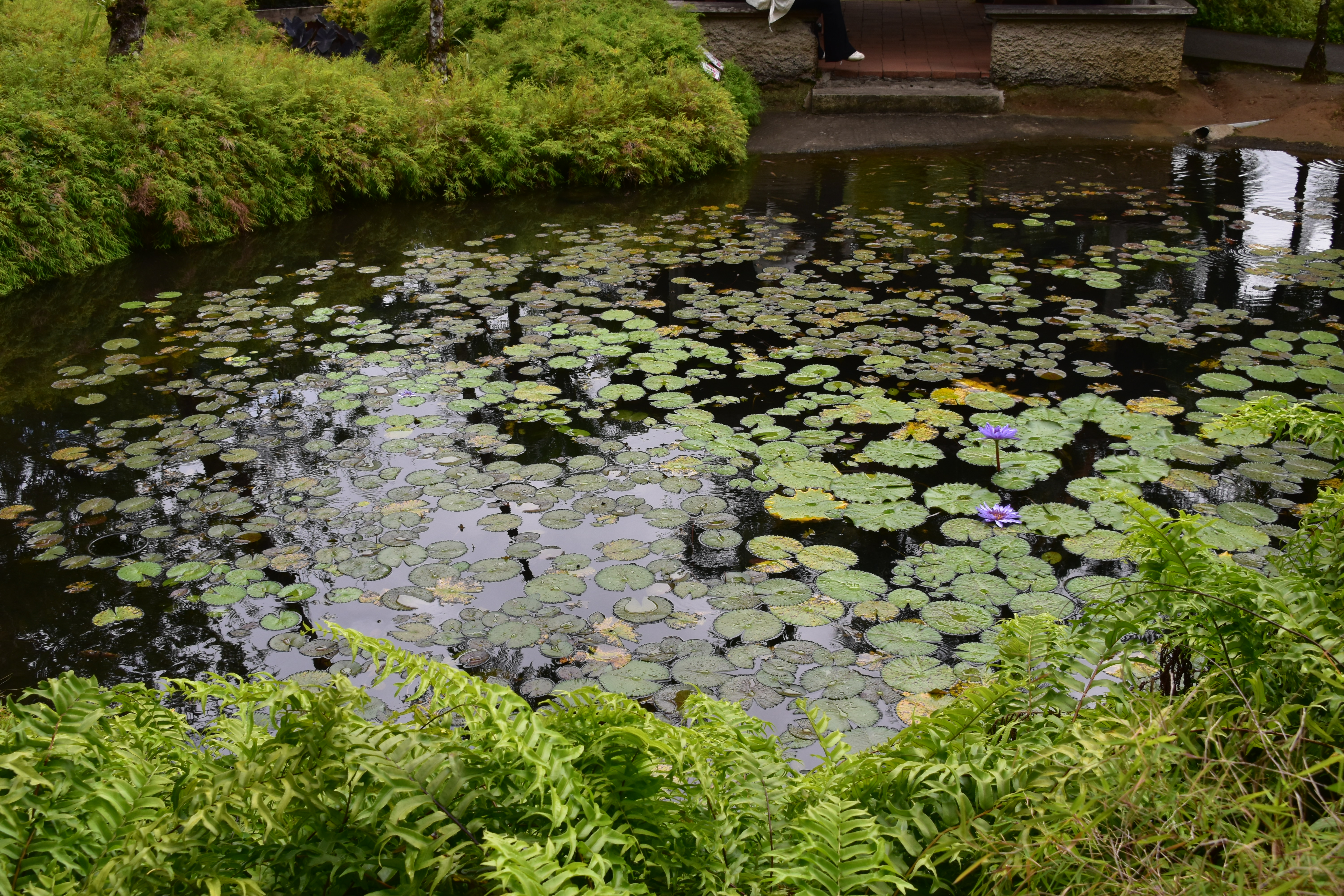
Jardin de Balata en Martinique.
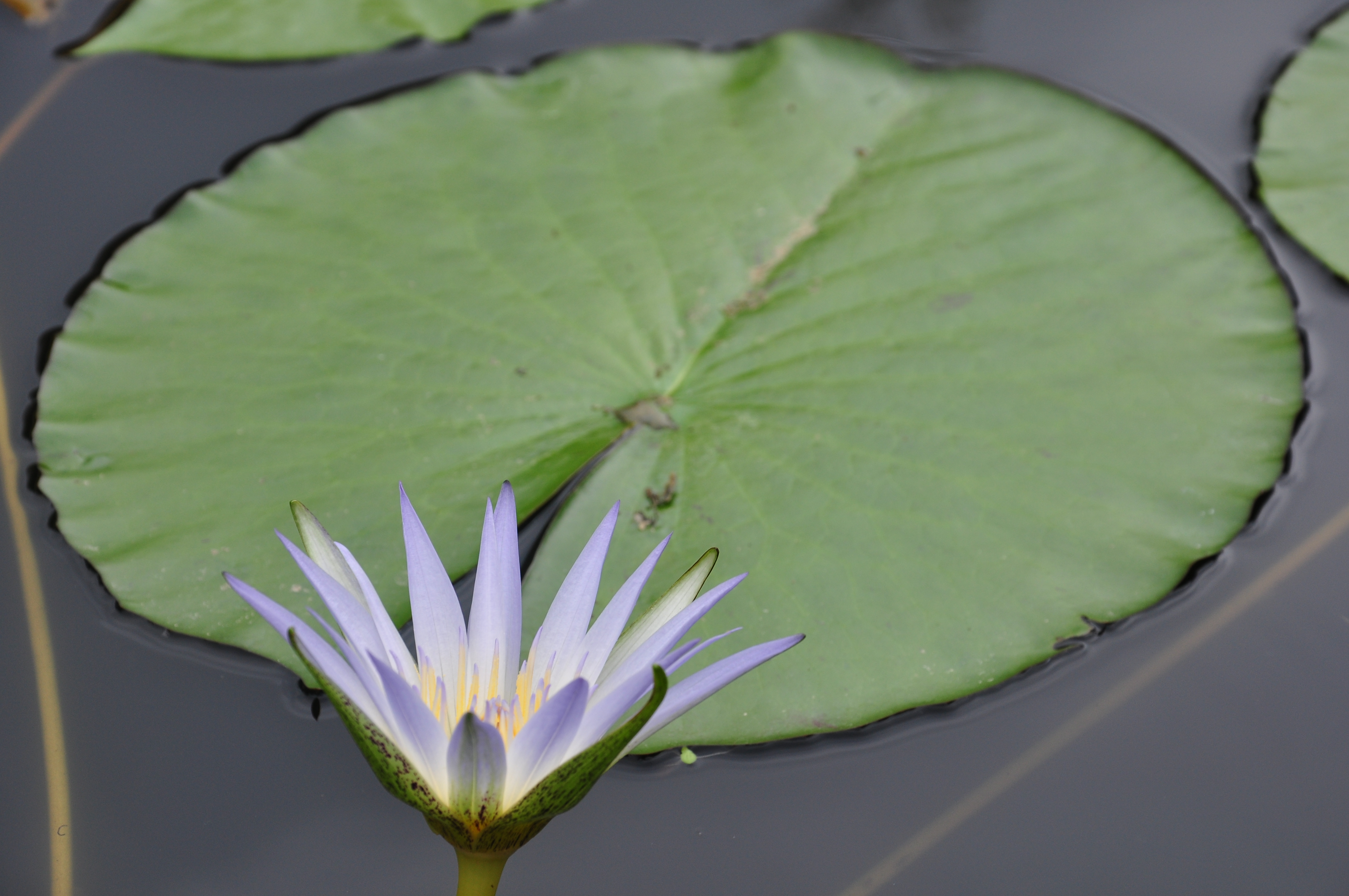
Jardin botanique de l'université de Zurich.
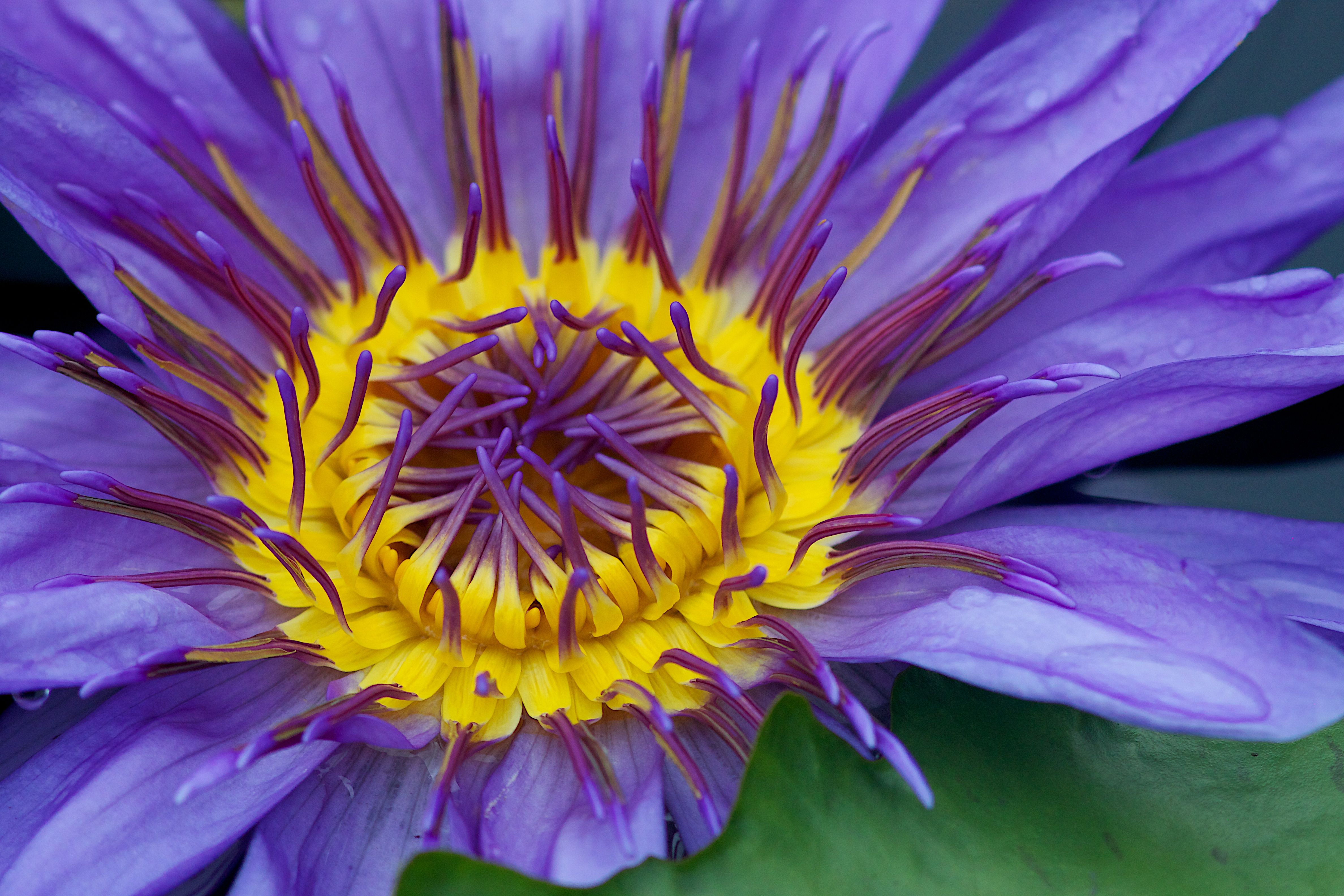
Étamines jaunes.
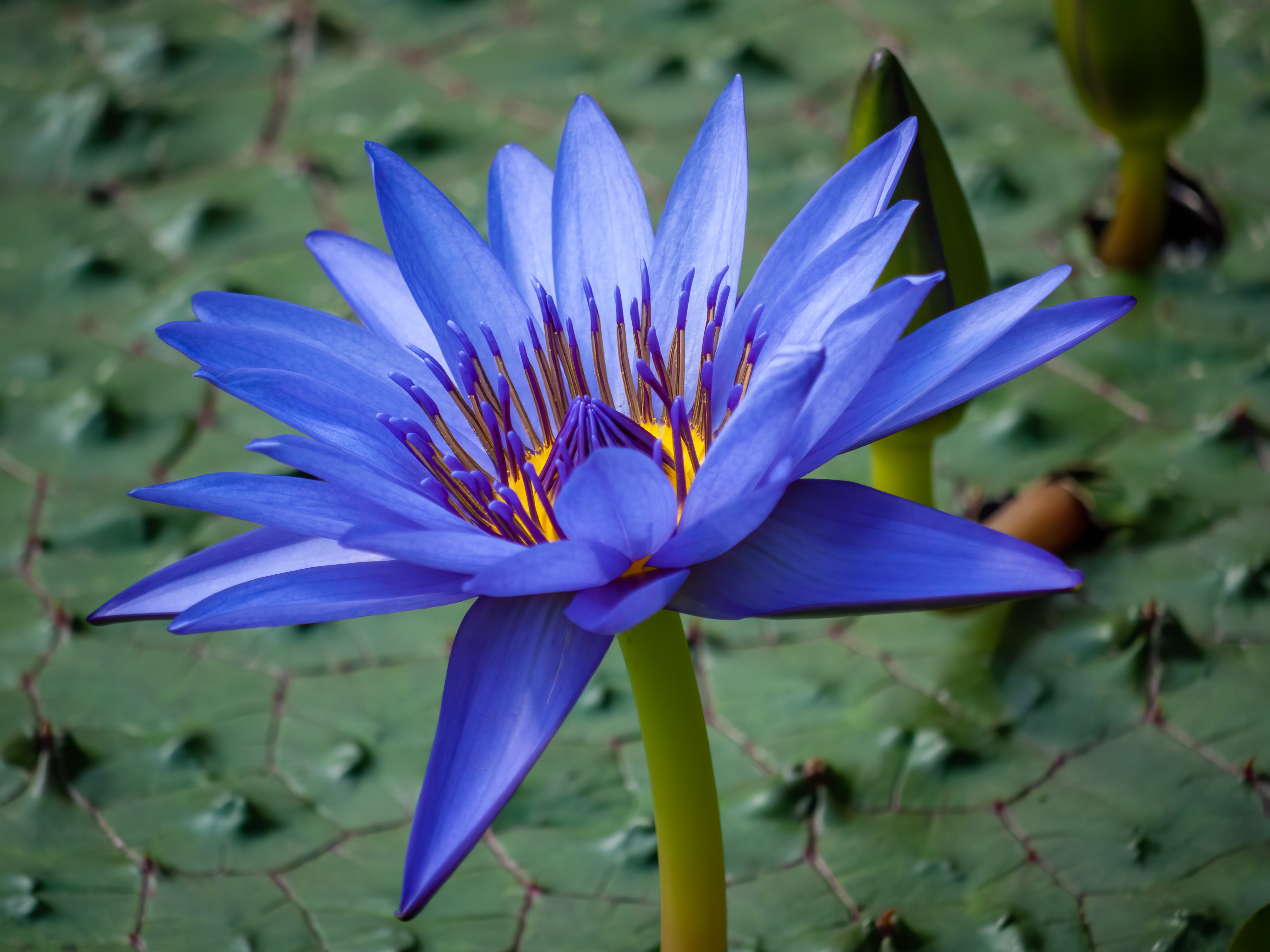
Jardins botaniques de l'université d'Hokkaidō à Sapporo.

## Usages
Nymphaea caerulea a fait l'objet d'un culte rituel dans l'Égypte antique. Contenant de l'aporphine (en) et d'autres alcaloïdes hallucinogènes, il est utilisé pour ses vertus psychotropes,,. Ses fleurs sont également utilisées en tant que parures funéraires au même titre que les parures d'or et objets précieux, notamment dans les guirlandes végétales qui parent la momie de Ramsès II,. Il partage avec une espèce proche à fleurs blanches, Nymphaea lotus, une riche iconographie qui orne les objets et murs de cette période et un hiéroglyphe leur est assigné montrant ainsi leur importance culturelle essentielle.

Ornementations en Égypte antique
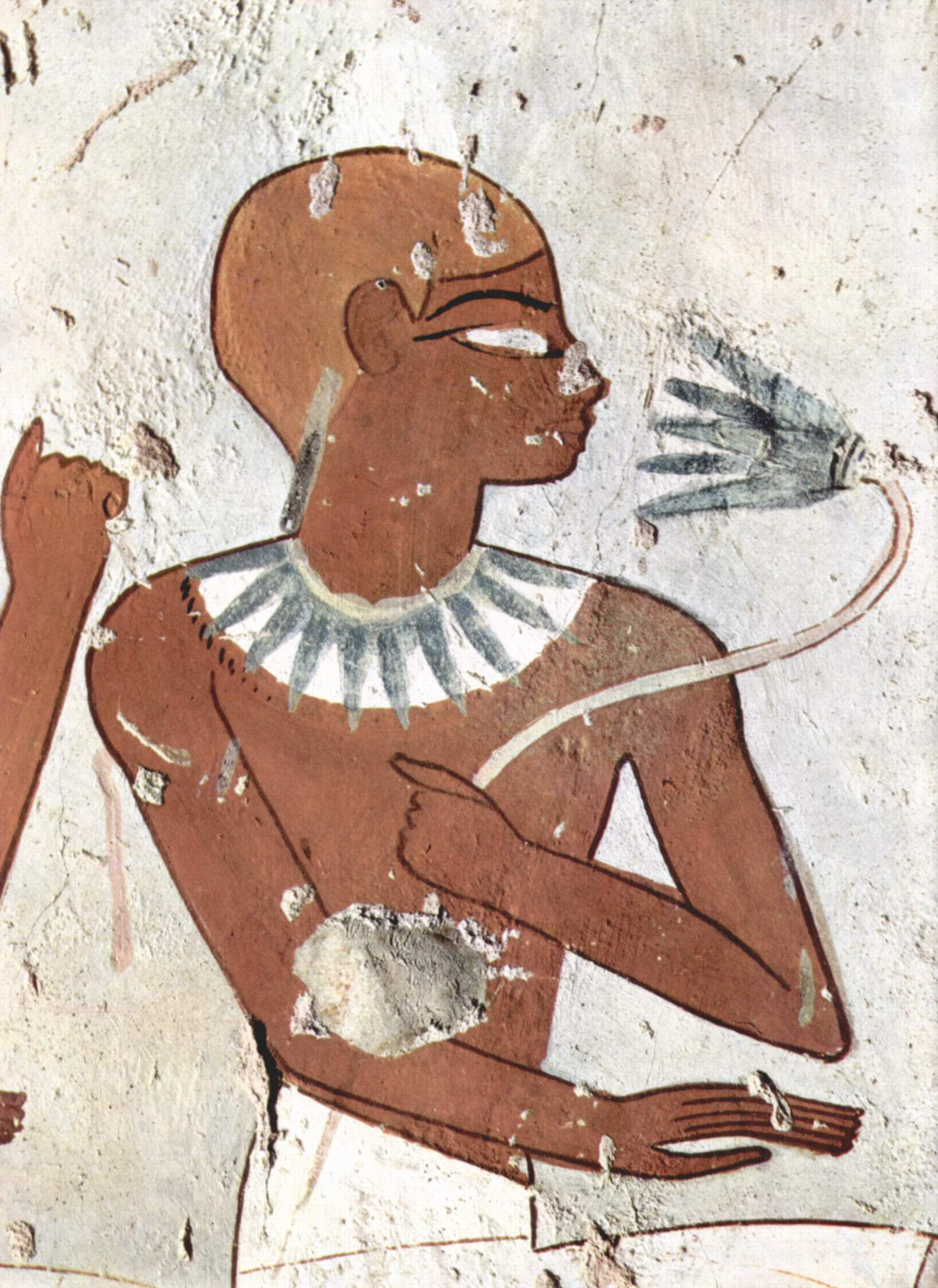
Peinture de la chambre funéraire de Nebseni.
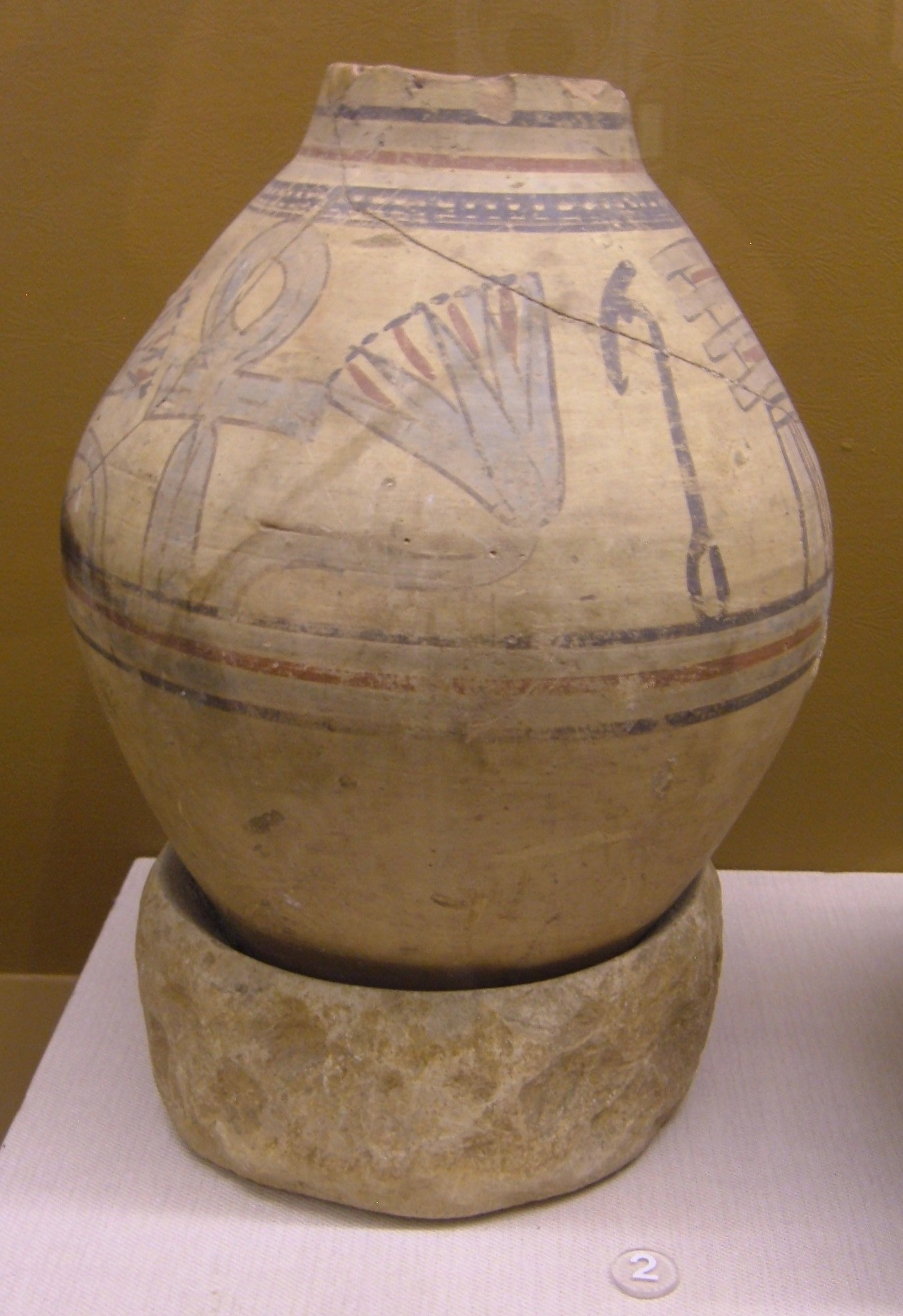
Poterie de la XVIIIe dynastie.
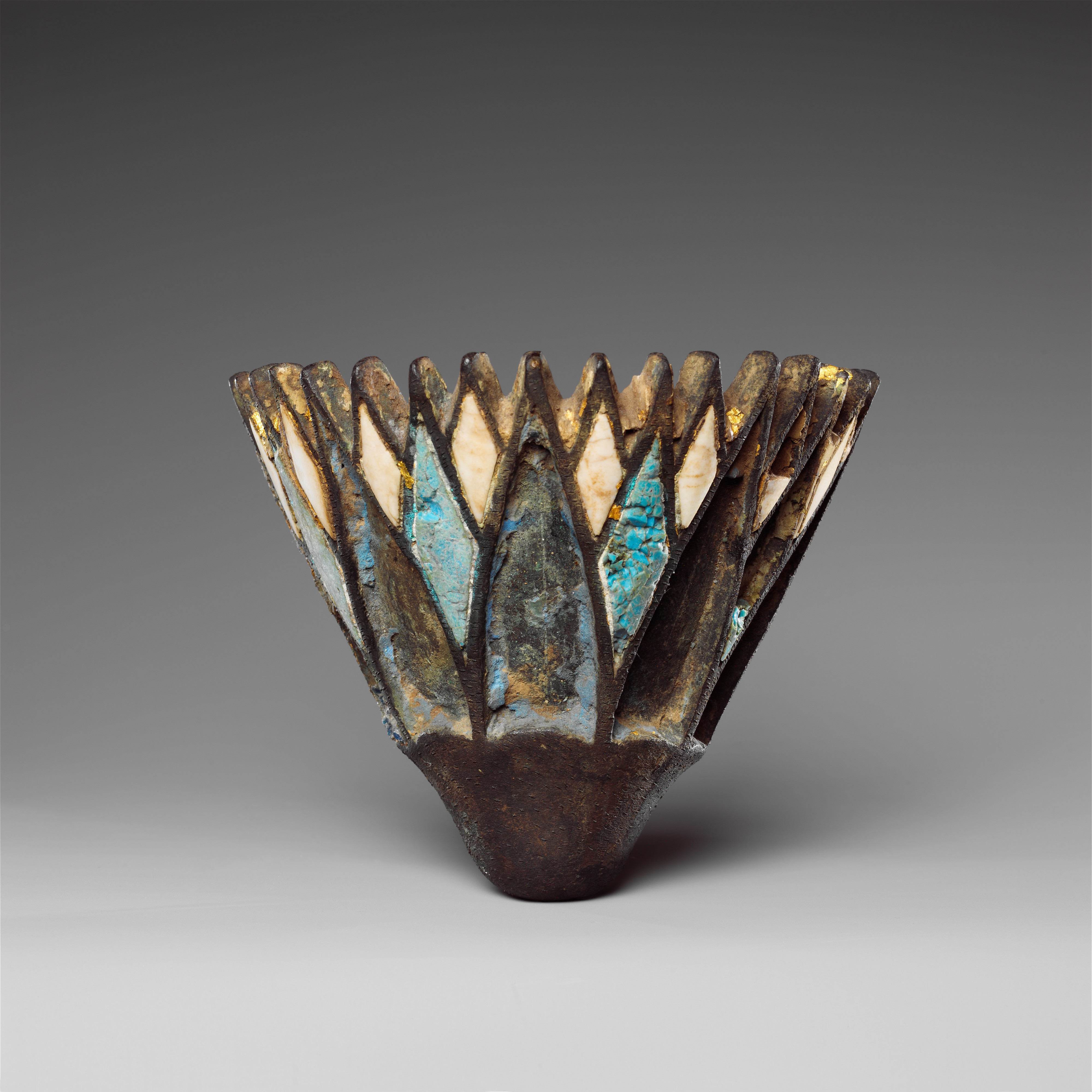
Élément d'une statue (Troisième Période intermédiaire).
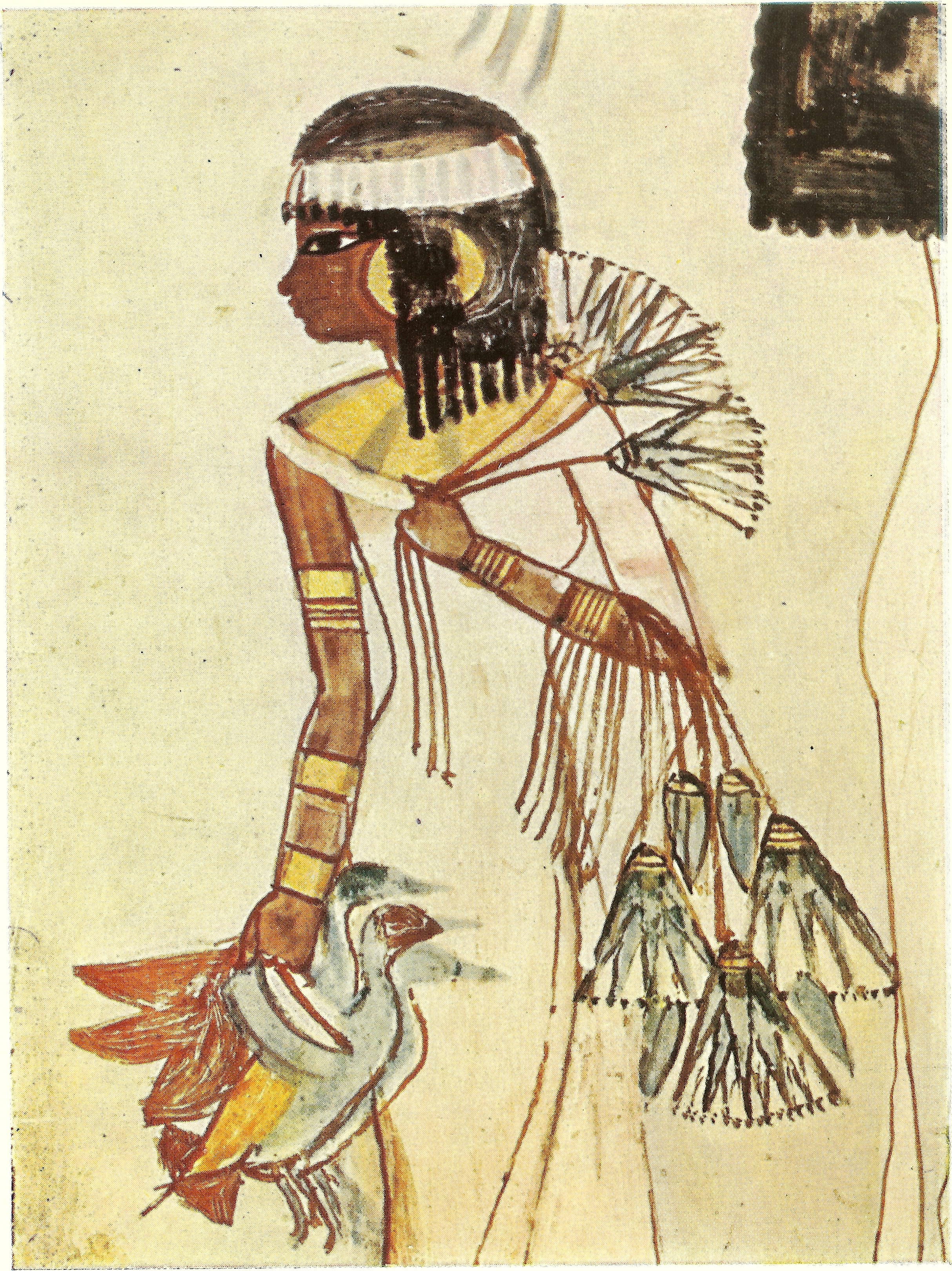
Peinture murale « La Fille du Chasseur », tombeau de Menna.

## Liste des sous-espèces
Selon Tropicos (21 août 2014) :
- sous-espèce Nymphaea caerulea subsp. zanzibarensis (Casp.) S.W.L. Jacobs